# Kurt Degener
Kurt Degener (* 20. November 1902 in Grohnde; † 27. Mai 1978 in Bissendorf) war ein evangelisch-lutherischer Geistlicher und Landessuperintendent des Sprengels Osnabrück der Evangelisch-lutherischen Landeskirche Hannovers.

## Leben
Degener war der Sohn des Pastors und späteren Schulrats Friedrich Heinrich Ferdinand Adolf Degener (1868–1956). Er studierte Theologie in Tübingen, Berlin und Göttingen, war Predigtamtskandidat in Loccum, und wurde nach seiner Ordination (1930) Pfarrer in Heinsen. 1936 erhielt er eine Pfarrstelle an der St.-Michaelis-Kirche in Hildesheim. Er widmete sich der lutherischen Diaspora und der kirchlichen Jugendarbeit und war während der NS-Zeit aktives Mitglied der Bekennenden Kirche. 1949 wurde er Superintendent des Kirchenkreises Hildesheim. Degener hatte entscheidenden Anteil am kirchlichen Wiederaufbau der Stadt und des Kirchenkreises nach dem Zweiten Weltkrieg. Er war Mitgründer der Evangelischen Kirchenbauhütte und betrieb maßgeblich die Verlegung der Predigerseminars auf der Erichsburg nach Hildesheim. Von 1956 bis zu seinem Eintritt in den Ruhestand 1970 war er Landessuperintendent in Osnabrück.